# Хюютия, Энсио
Энсио Хюютия (фин. Ensio Hyytiä; 24 марта 1938, Рованиеми — 24 марта 2019, Рованиеми, Лапландия) — финский прыгун с трамплина, серебряный призёр чемпионата мира 1958 года. Член сборной Финляндии по лыжным видам спорта. Участник зимних Олимпийских игр 1960 и 1964 годов.

## Спортивная карьера
Хюютия был в составе сборной Финляндии в 1958 году и принял участие в соревнованиях прыгунов с трамплина на чемпионате мира в Лахти. В прыжках с нормального трамплина Энсио смог завоевать серебряную медаль, уступив только своему соотечественнику Юхани Кяркинену.
На зимних Олимпийских играх 1960 года в Скво-Вэлли Хюютия выступал в лыжном двоеборье, заняв итоговое 22-е место. Эти Игры были единственными международными соревнованиями, в которых Энсио участвовал в качестве двоеборца.
После Олимпийских игр, в 1963 году, финн принял участие в турнире четырёх трамплинов. 1 января 1964 года занял 4-е место в прыжках в Гармиш-Партенкирхене. По итогам тура он занял 9-е место в общей турнирной таблице.
На зимних Олимпийских играх 1964 года в Австрии, Энсио занял 20-е место в прыжках с нормального трамплина и 23-е место в прыжках с Большого трамплина.
После активной прыжковой карьеры Хюютия работал тренером и техническим специалистом в клубе своего родного города.
24 марта 2019 года Энсио Хюютия умер в возрасте 81 года.